# Маслак, Андрей Константинович
Андрей Константинович Маслак (укр. Андрій Костянтинович Маслак; 1904—1979) — советский работник строительной отрасли, машинист экскаватора строительного управления «Днепрострой» Министерства строительства электростанций СССР, Герой Социалистического Труда (1957).

## Биография
Родился 28 сентября 1904 года в Волынской губернии Российской империи, ныне Житомирской области Украины, в семье железнодорожника.
В детстве остался без отца. Работал пастухом, затем стал рабочим Лозовиковского каолинового карьера в Житомирской области. Позже переехал на Донбасс, где работал бурильщиком на шахте «Кочегарка» в Горловке и забойщиком мелового карьера в Луганской области.
После начала Великой Отечественной войны, в декабре 1941 года, вместе с предприятием Андрей Маслак был эвакуирован в Чкаловскую область (ныне — Оренбургская), где работал на оборонном заводе. После освобождения Ворошиловоградской области (так стала называться Луганская область) от немцев, в 1943 году он возвратился на прежнее место работы. Вскоре, после окончания курсов экскаваторщиков, Маслак был направлен на строительство Каховской ГЭС. Стал на строительстве гидроэлектростанции одним из лучших экскаваторщиков, добиваясь высоко производительности труда на экскаваторе «Воронежец» Воронежского экскаваторного завода.
По окончании строительства Каховской гидроэлектростанции был переведен на строительство Днепродзержинской ГЭС. Экскаваторщиком Андрей Константинович проработал до выхода на пенсию в 1962 году.
Был соавтором книги о строительстве Каховской ГЭС — «Вторая на Днепре».
Умер 28 мая 1979 года.

## Награды
- Указом Президиума Верховного Совета СССР от 6 июня 1957 года за выдающиеся производственные достижения и большой вклад, внесенный в освоение и внедрение прогрессивных методов труда в строительстве при сооружении Каховской гидроэлектростанции, А. К. Маслаку было присвоено звание Героя Социалистического Труда с вручением ордена Ленина и золотой медали «Серп и Молот».
- Также был награждён медалями, в числе которых «За доблестный труд в Великой Отечественной войне 1941—1945 гг.»